# 加納美也子
加納 美也子（かのう みやこ、1978年4月20日 - ）は、日本テレビ (NTV) 報道局社会部所属の報道記者。元岩手朝日テレビ (IAT) アナウンサー、元テレビ信州 (TSB)アナウンサー。

## 来歴
長野県長野市で生まれ、東京都江東区で育つ。本人は江東区を出身地としている。中央大学卒業。東京アナウンスセミナーの1期生。
大学を卒業後、2001年4月に岩手朝日テレビに入社。同局では、入社1日目から『IATスーパーJチャンネル』のお天気コーナーを担当していた。
2003年1月31日付で岩手朝日テレビを退社し、テレビ信州へ移籍。『TSB Newsリアルタイム』や『TSB NEWS 報道ゲンバ』のキャスターを務めた後、2008年3月31日付でテレビ信州を退社。

## 担当番組

### 日本テレビ
- news every. - 「ナゼナニっ?」→「知りたいッ!」[注 1] 火曜日担当（2022年2月22日 - ）

### 岩手朝日テレビ
- IATスーパーJチャンネル - 月曜・火曜お天気コーナー担当
- IATスーパーJチャンネル 活金情報局 - 中継リポーター[6]
- Yuiチャンネル - 司会兼リポーター[8]
- お天気情報いちはちゴーゴー！[9]

### テレビ信州
- 街まち☆ウォッチ[2]
- 奥様はホームドクター[2]
- ふれあいテレビ信州[2]
- Fresh[2]
- ニュースプラス1信州 - 中継リポーター[2]
- 情報ワイド ゆうがたGet!プラス1[10]
- TSB Newsリアルタイム
- TSB NEWS 報道ゲンバ[4]